# Susanna Hellsing

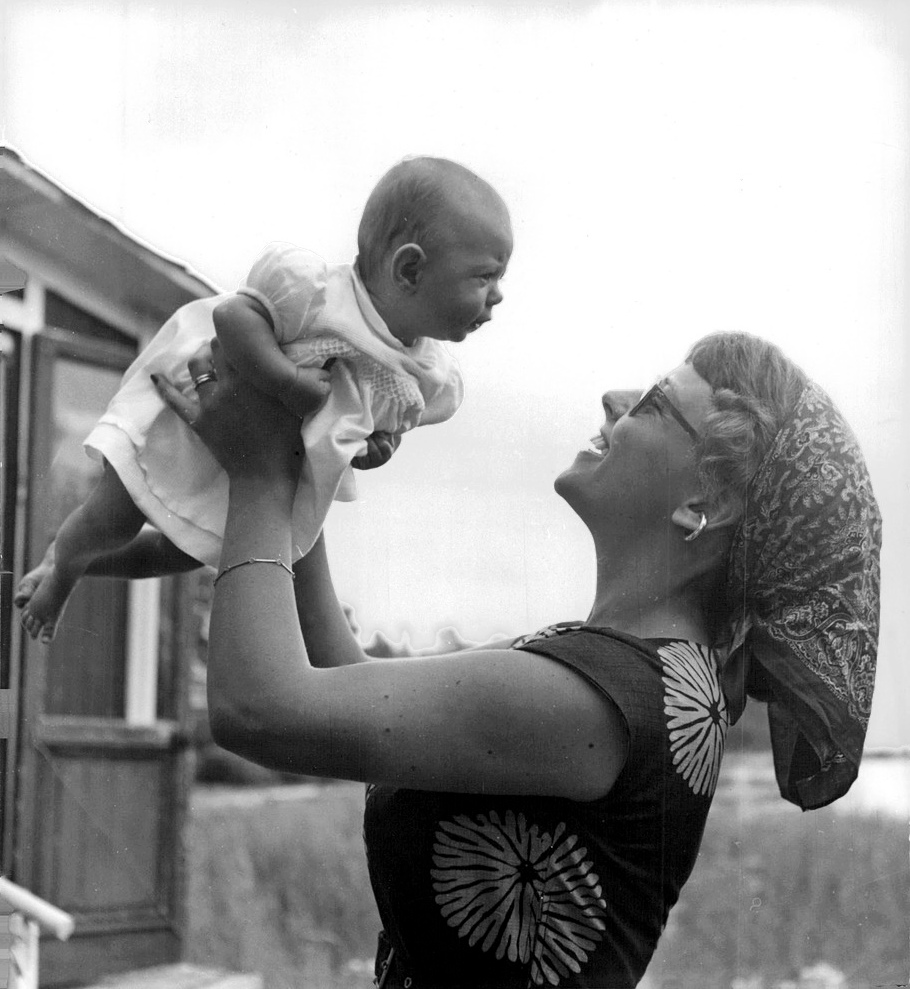
Susanna med sin mamma Yvonne Lombard i Furusund sommaren 1954.

Susanna Hellsing, född 1954, är redaktör för barnböcker på Rabén & Sjögren. Hon är dotter till Lennart Hellsing och Yvonne Lombard